# Braja Fajar
Braja Fajar is een bestuurslaag in het regentschap Lampung Timur van de provincie Lampung, Indonesië. Braja Fajar telt 1804 inwoners (volkstelling 2010).